# Zographus lineatus
Zographus lineatus es una especie de escarabajo longicornio del género Zographus, tribu Sternotomini, subfamilia Lamiinae. Fue descrita científicamente por Quedenfeldt en 1882.

## Descripción
Mide 14-20 milímetros de longitud.

## Distribución
Se distribuye por Angola, Malaui, Mozambique, República Democrática del Congo, República de Sudáfrica, Tanzania, Transvaal, Zambia y Zimbabue.